# Memecylon ligustrifolium
Memecylon ligustrifolium är en tvåhjärtbladig växtart som beskrevs av John George Champion och George Bentham. Memecylon ligustrifolium ingår i släktet Memecylon och familjen Melastomataceae. Utöver nominatformen finns också underarten M. l. monocarpum.